# Alyscamps

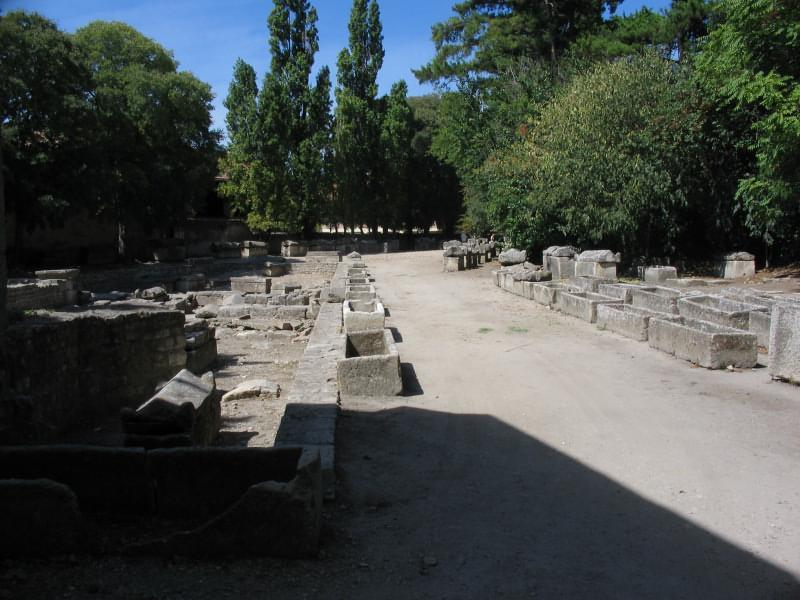
La necropoli degli Alyscamps ad Arles

Gli Alyscamps (in provenzale: Campi Elisi) sono un'antica necropoli situata presso Arles in Francia.

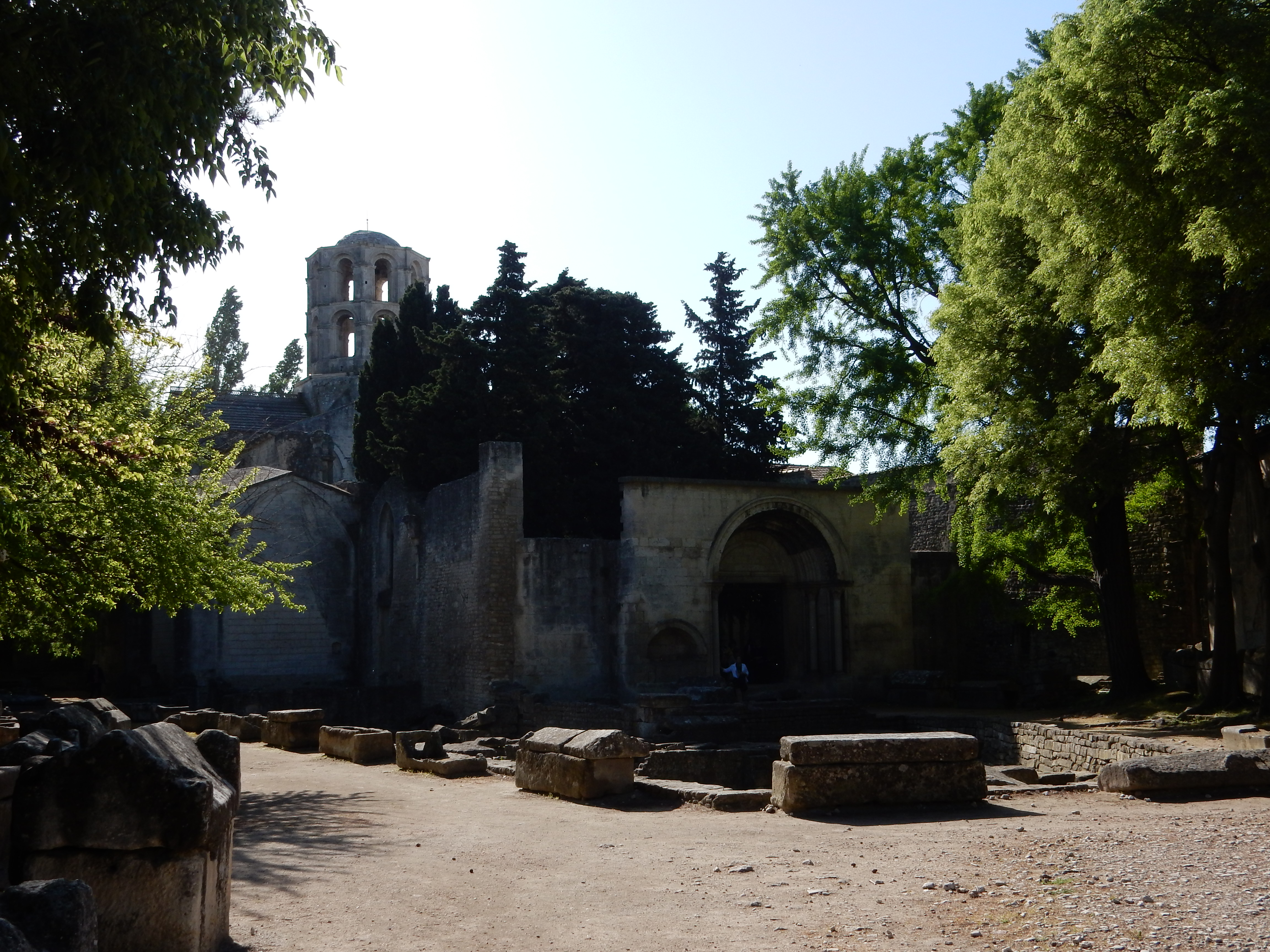
Chiesa di St.Honorat

## Storia e descrizione
La necropoli, situata lungo l'antica via Aurelia fu utilizzata per tutto il periodo romano e acquistò importanza in epoca paleocristiana per la sepoltura qui avvenuta del martire san Genesio. Il nome deriva da "Elisi campi". In una cappella nei pressi furono seppelliti anche i primi vescovi di Arles. Intorno al 1040 vi fu installato il priorato di Saint-Honorat, che dipendeva dall'abbazia di San Vittore di Marsiglia e che fu tappa obbligata nel cammino di pellegrinaggio verso Santiago di Compostela. Nel ciclo carolingio vi fu ambientato un combattimento tra Carlo Magno e i Saraceni, per spiegare la grande quantità di tombe presenti e Dante cita il luogo nella Divina Commedia (Inferno IX, 112).
Vi sorge la chiesa di Sant'Onorato, conosciuta dall'XI secolo e costruita dai monaci dell'abbazia di San Vittore a Marsiglia. Nel XII secolo l'abbazia fu interamente ricostruita ma la chiesa, in stile romanico-provenzale, non fu mai completata. La navata centrale rimasta scoperta ospitò nel XVII secolo un lapidario.
Risale ad epoca medioevale anche la chiesa di San Pietro des Mouleyrès, il cui cimitero è stato tagliato per il passaggio della linea ferroviaria. Rovinata e abbattuta, fu ricostruita nel XVII secolo.
La cappella dei Porcelet, del XV secolo è una delle poche cappelle familiari conservate della necropoli.
I viali furono sistemati nel XVIII secolo dai Minimi Francescani e furono dipinti da Vincent van Gogh (Les Alyscamps) e da Paul Gauguin nel 1888.
Nella necropoli sorgeva originariamente la cappella della e, che prende il nome da una leggenda che racconta di un'apparizione di Cristo. L'attuale edificio fu ricostruito nel 1529 e fu sede della Confraternita dei Paysans.
In seguito alla nascita delle ferrovie in Francia, fra il 1843 e il 1856 sorsero nella zona dell'antica necropoli le officine ferroviarie per la costruzione e la riparazione dei motori. Chiusi nel 1984, gli edifici industriali sono attualmente interessati da un piano di riqualificazione e restauro come polo universitario e centro culturale e di servizi. 
Nel 2000 vi si è insediata la Scuola superiore di scienze dell'informazione e di comunicazione (Supinfocom), nel nuovo edificio progettato dall'architetto Robert Claude.
Il giorno 30 maggio 2018 la necropoli è stata teatro della presentazione della collezione Cruise 2019 della casa di moda italiana Gucci.